# Miguel Pedro
Miguel António Teixeira Ferreira Pedro plus connu sous le nom de Miguel Pedro, est un footballeur portugais, né le 6 novembre 1983 à Porto. Il évolue au poste de milieu offensif.

## Carrière

### Les débuts
Miguel Pedro fait ses grands débuts à neuf ans dans un club réputée de Porto. Il rejoint le SC Salgueiros, ainsi permettant de commencer sa formation dans le football. Miguel y reste seulement deux petites années avant de rejoindre l'autre grand de Porto, le Boavista FC. Deux années passent, et sa formation continue et il décide de revenir au club de ses origines le SC Salgueiros. Cette fois-ci il quitte pas le Salgueiros, et y reste fidèle jusqu'à sa grande première en équipe première.

### Salgueiros
C'est Carlos Manuel qui le lance dans le grand bain, il fait sa première apparition avec les pro durant la première journée de championnat en seconde division, mais ne fait pas son entrée sur le terrain. Sa première apparition en professionnel ne se fait pas attendre, et c'est à la seconde journée de championnat le 1er septembre 2002 qu'il est lancé par son entraîneur contre le FC Felgueiras où il joue les douze dernières minutes de la rencontre. Son premier but en professionnel ne se fait pas tarder, et c'est seulement à sa troisième apparition qu'il fait une grande performance. Le mérite de son entraîneur a eu raison de lui, il inscrit un des buts de l'énorme victoire chez un concurrent direct, l'Estrela da Amadora (5-0) le 29 septembre 2002 seulement vingt huit jours après son premier match. Miguel ne déçoit pas, et montre que c'est un milieu offensif qui progresse, il se fait tant en tant une place de titulaire, mais joue souvent en cours de jeu. Ces belles performances, lui vaut d'être appelée avec l'équipe du Portugal -20 ans. La saison suivante il reste un titulaire régulier, mais il est un peu moins flamboyant que lors de sa première saison, cependant il y déroule vingt-deux rencontres pour un but en championnat. Cependant sa belle aventure avec Salgueiros s'arrête et il quitte le club malgré l'avoir révélée, peu après que son club soit reléguée pour problèmes financiers. Il aura fait au total cinquante trois rencontres pour cinq buts.

### Desportivo Aves
Son début de saison avec le Desportivo Aves est plutôt bon, mais il n'est pas toujours titulaire néanmoins il arrive à parcourir vingt-deux rencontres de championnat. Sa deuxième saison, il l'entame de la meilleure des façons avec un but dès son premier match. Cependant, il fait un très bon parcours et parvient avec son équipe à arracher la seconde place ce qui est synonyme de promotion dans l'élite du championnat portugais. Il est l'un des participants à cette grande performance, ou le Desportivo Aves n'a plus participé depuis six ans. Cette saison il est titulaire dans presque la totalité des matchs, Miguel dispute trente et une rencontres pour cinq buts. Il ne rénove pas et relève un nouveau défi avec l'Académica la saison suivante. Il aura fait au total cinquante six matches pour sept buts.

### Académica
Miguel Pedro découvre la première division aux dépens de l'Académica. Manuel Machado n'hésite pas, et place l'ex milieu offensif de Desportivo Aves, a fêter son premier match en première division dès lors de la première journée de championnat. L'Académica se déplaçait sur le terrain du Vitória Setúbal (1-1) le 27 août 2006, Miguel joue les cinquante premières minutes avant de céder sa place. Il inscrit son premier but en première division, le 15 octobre 2006 sur le terrain du Paços de Ferreira, malgré ce but l'équipe du Paços réduit la marque peu avant la fin du match. Miguel reste un titulaire régulier tout au long de la saison, il y joue vingt-six rencontres pour deux buts. Il y reste fidèle à l'Académica et joue de nombreuses saisons, sans pour autant céder sa place. Cependant pendant le mercato hivernal 2010 il sera vendu au club chypriote de l'Anorthosis Famagouste pour une valeur de 200 000 €. Il aura fait au total quatre-vingt-douze rencontres pour sept buts.

### Anorthosis Famagouste
Recruté durant le mercato hivernal en provenance de l'Académica, Miguel Pedro vient renforcer l'effectif chypriote, et c'est aussi la première destination à l'étranger pour le milieu offensif. Il fait son grand début le 11 janvier 2010, dès son premier match dans le derby de Famagouste entre l'Anorthosis et le Nea Salamina. Il y joue une partie du match avant de se faire remplacer en fin de match, mais sur une victoire (4-1) des locaux. Malgré ses quatorze rencontres avec son club, il n'arrive pas à s'imposer avec l'équipe de Slavoljub Muslin. Sa seconde saison, il fait tout de même sa grande entrée sur la scène européenne. Miguel fête son premier match européen, durant le premier tour des qualifications contre les arméniens du Banants Erevan le 1er juillet 2010. Cependant, il est décevant et ne jouera plus avec l'Anorthosis. Malgré ses quatre matches européens il laisse avec lui un total de dix huit matches pour aucun but avec l'Anorthosis. L'entraîneur Guillermo Hoyos ne compte plus sur lui, et Miguel Pedro se voit immédiatement prêté à l'Ermís Aradíppou.

### Ermís Aradíppou
Arrivée en prêt de l'Anorthosis Famagouste, Miguel Pedro arrive avec l'ambition de jouer jusqu'à la fin de saison. Il joue presque la totalité des matches avec son club sans marquer le moindre but. Il jouera un total de vingt quatre rencontres avec zéro but au compteur. Par la suite il quitte son club chypriote, à la recherche d'une autre destination.

### Feirense
Après un passage ratée à Chypre, Miguel Pedro fait son grand retour sur les terrains portugais. Il rejoint alors le CD Feirense tout juste promu de seconde division. Il encaisse le rôle de n°10, et le grand objectif sera le maintien tout le long de la saison. Miguel enfile un peu tardivement son compteur de buts, il inscrit même un doublé face à l'União de Leiria pendant la 28e journée, sur un match un peu spécial ou Leiria aura joué à huit joueurs pendant le coup d'envoi à la suite d'une grève menée par majorité des joueurs de Leiria. Pour le moment il endosse vingt-six rencontres pour deux buts avec le Feirense.

## Statistiques
| Saison                | Club                   | Championnat           | Championnat | Championnat | Coupe nationale | Coupe nationale | Coupe de la Ligue | Coupe de la Ligue | Compétition(s) continentale(s) | Compétition(s) continentale(s) | Compétition(s) continentale(s) | Portugal -20 ans | Portugal -20 ans | Total | Total |
| Saison                | Club                   | Division              | M.          | B.          | M.              | B.              | M.                | B.                | Comp.                          | M.                             | B.                             | M.               | B.               | M.    | B.    |
| 2002-2003             | SC Salgueiros          | 2                     | 29          | 4           | -               | -               | -                 | -                 | -                              | -                              | -                              | 4                | 0                | 33    | 4     |
| 2003-2004             | SC Salgueiros          | 2                     | 22          | 1           | 2               | 0               | -                 | -                 | -                              | -                              | -                              | -                | -                | 24    | 1     |
| Sous-total            | Sous-total             | Sous-total            | 51          | 5           | 2               | 0               | -                 | -                 | -                              | -                              | -                              | 4                | 0                | 57    | 5     |
| 2004-2005             | Desportivo Aves        | 2                     | 22          | 1           | 2               | 1               | -                 | -                 | -                              | -                              | -                              | -                | -                | 24    | 2     |
| 2005-2006             | Desportivo Aves        | 2                     | 31          | 5           | 2               | 1               | -                 | -                 | -                              | -                              | -                              | -                | -                | 33    | 6     |
| Sous-total            | Sous-total             | Sous-total            | 53          | 6           | 4               | 2               | -                 | -                 | -                              | -                              | -                              | -                | -                | 57    | 8     |
| 2006-2007             | Académica de Coimbra   | 1                     | 26          | 2           | 2               | 1               | -                 | -                 | -                              | -                              | -                              | -                | -                | 28    | 3     |
| 2007-2008             | Académica de Coimbra   | 1                     | 22          | 1           | 1               | 0               | 1                 | 0                 | -                              | -                              | -                              | -                | -                | 24    | 1     |
| 2008-2009             | Académica de Coimbra   | 1                     | 25          | 0           | -               | -               | 4                 | 1                 | -                              | -                              | -                              | -                | -                | 29    | 1     |
| 2009-2010             | Académica de Coimbra   | 1                     | 9           | 2           | 1               | 0               | 1                 | 0                 | -                              | -                              | -                              | -                | -                | 11    | 2     |
| Sous-total            | Sous-total             | Sous-total            | 82          | 5           | 4               | 1               | 6                 | 1                 | -                              | -                              | -                              | -                | -                | 92    | 7     |
| 2009-2010             | Anorthosis Famagouste  | 1                     | 14          | 0           | -               | -               | -                 | -                 | -                              | -                              | -                              | -                | -                | 14    | 0     |
| 2010-2011             | Anorthosis Famagouste  | 1                     | -           | -           | -               | -               | -                 | -                 | C3                             | 4                              | 0                              | -                | -                | 4     | 0     |
| Sous-total            | Sous-total             | Sous-total            | 14          | 0           | -               | -               | -                 | -                 | -                              | 4                              | 0                              | -                | -                | 18    | 0     |
| 2010-2011             | Ermís Aradíppou (prêt) | 1                     | 21          | 0           | 3               | 0               | -                 | -                 | -                              | -                              | -                              | -                | -                | 24    | 0     |
| Sous-total            | Sous-total             | Sous-total            | 21          | 0           | 3               | 0               | -                 | -                 | -                              | -                              | -                              | -                | -                | 24    | 0     |
| 2011-2012             | CD Feirense            | 1                     | 25          | 2           | 1               | 0               | 2                 | 0                 | -                              | -                              | -                              | -                | -                | 28    | 2     |
| Sous-total            | Sous-total             | Sous-total            | 25          | 2           | 1               | 0               | 2                 | 0                 | -                              | -                              | -                              | -                | -                | 28    | 2     |
| 2012-2013             | Vitória Setúbal        | 1                     | 25          | 0           | 2               | 0               | 4                 | 0                 | -                              | -                              | -                              | -                | -                | 31    | 0     |
| 2013-2014             | Vitória Setúbal        | 1                     | 24          | 0           | 3               | 1               | 4                 | 0                 | -                              | -                              | -                              | -                | -                | 31    | 1     |
| 2014-2015             | Vitória Setúbal        | 1                     | 28          | 2           | 2               | 0               | 3                 | 0                 | -                              | -                              | -                              | -                | -                | 33    | 2     |
| Sous-total            | Sous-total             | Sous-total            | 77          | 2           | 7               | 1               | 11                | 0                 | -                              | -                              | -                              | -                | -                | 95    | 3     |
| 2015-2016             | Panachaïkí             | 2                     | 26          | 3           | 3               | 1               | -                 | -                 | -                              | -                              | -                              | -                | -                | 29    | 4     |
| Sous-total            | Sous-total             | Sous-total            | 26          | 3           | 3               | 1               | -                 | -                 | -                              | -                              | -                              | -                | -                | 29    | 4     |
| 2016-2017             | SC Freamunde           | 2                     | 6           | 1           | 1               | 0               | -                 | -                 | -                              | -                              | -                              | -                | -                | 7     | 1     |
| Sous-total            | Sous-total             | Sous-total            | 6           | 1           | 1               | 0               | -                 | -                 | -                              | -                              | -                              | -                | -                | 7     | 1     |
| Total sur la carrière | Total sur la carrière  | Total sur la carrière | 355         | 24          | 25              | 5               | 19                | 1                 | -                              | 4                              | 0                              | 4                | 0                | 407   | 30    |

## Sélection nationale
Miguel Pedro fait sa grande première avec le Portugal -20 ans dès sa première année professionnel. Ses belles performances avec Salgueiros, ont plu à Rui Caçador le sélectionneur qui le lance le 5 mars 2003 durant un match amical contre Madère. Le sélectionneur lui redonne confiance et rejouera trois autres matches de sélections chez les -20 ans dans le même mois. Par la suite, il ne revit plus les couleurs de l'équipe nationale.

## Palmarès
Néant